# District de Nawada
Le district de Nawada est un district de l'état du Bihar, en Inde.

## Géographie
Au recensement de 2011, sa population compte 2 059 179 habitants.
Son chef-lieu est la ville de Nawada. 